# 962

## Esdeveniments
- El Papa Joan XII corona Otó el Gran emperador del Sacre Imperi.
- Neix el Sacre Imperi Romanogermànic.

## Naixements
- Eduard el Màrtir, rei d'Anglaterra

## Necrològiques
- Indulf, rei d'Escòcia
- Dŏng Yuán (900-962) Pintor xinès fou un dels fundadors de l'Escola del Sud